# Andrij Husin
Andrij Leonidovyč Husin (in ucraino Андрій Леонідович Гусін?; Zoločiv, 11 dicembre 1972 – Kiev, 17 settembre 2014) è stato un calciatore ucraino.

## Caratteristiche tecniche
Era un centrocampista forte atleticamente che per via delle sue capacità difensive poteva giocare da difensore.

## Carriera
Husin ha cominciato a giocare da professionista nel Karpaty Lviv, poi ha giocato nella Dinamo Kiev due anni prima di andare per un anno all'Arsenal Kiev. Dal 1996 al 2005, per ben dieci stagioni, ha giocato di nuovo con la Dinamo Kiev, squadra con cui ha raggiunto la semifinale di Champions League nel 1998-1999.
Husin è stato membro della Nazionale ucraina ai Mondiali 2006 in Germania, e ha giocato diverse partite. Dopo la qualificazione dell'Ucraina ai Mondiali 2006 ha deciso di lasciare la Dinamo Kiev, per andare in Russia, al Krylya Sovetov Samara, affermando che voleva concentrarsi più sulla nazionale che sulla squadra di club. Subito dopo la campagna in Germania ha annunciato il ritiro dal calcio internazionale, ponendo termine a 13 anni di carriera in Europa e nel mondo: in quell'occasione ha lodato la prestazione dell'Ucraina alla prima apparizione ai Mondiali (un'ottima esperienza anche grazie al contributo di Husin).
Il 15 agosto 2006, dopo un colloquio con i propri compagnia di nazionale, Husin ha annunciato di voler rimanere in nazionale. Si ritira nel 2009 dopo l'esperienza russa al Chimki.
Muore il 17 settembre del 2014 in seguito ad un incidente in moto su un circuito di Kiev. È sepolto nel cimitero Bajkove di Kiev.

## Statistiche

### Cronologia presenze e reti in nazionale
| Cronologia completa delle presenze e delle reti in nazionale ― Croazia | Cronologia completa delle presenze e delle reti in nazionale ― Croazia | Cronologia completa delle presenze e delle reti in nazionale ― Croazia | Cronologia completa delle presenze e delle reti in nazionale ― Croazia | Cronologia completa delle presenze e delle reti in nazionale ― Croazia | Cronologia completa delle presenze e delle reti in nazionale ― Croazia | Cronologia completa delle presenze e delle reti in nazionale ― Croazia | Cronologia completa delle presenze e delle reti in nazionale ― Croazia |
| Data                                                                   | Città                                                                  | In casa                                                                | Risultato                                                              | Ospiti                                                                 | Competizione                                                           | Reti                                                                   | Note                                                                   |
| ---------------------------------------------------------------------- | ---------------------------------------------------------------------- | ---------------------------------------------------------------------- | ---------------------------------------------------------------------- | ---------------------------------------------------------------------- | ---------------------------------------------------------------------- | ---------------------------------------------------------------------- | ---------------------------------------------------------------------- |
| 25-6-1993                                                              | Zagabria                                                               | Croazia                                                                | 3 – 1                                                                  | Ucraina                                                                | Amichevole                                                             | 1                                                                      | 46’                                                                    |
| 13-6-1994                                                              | Seoul                                                                  | Corea del Sud                                                          | 2 – 0                                                                  | Ucraina                                                                | Amichevole                                                             | -                                                                      | 46’                                                                    |
| 6-9-1995                                                               | Vilnius                                                                | Lituania                                                               | 1 – 3                                                                  | Ucraina                                                                | Qual. Euro 1996                                                        | 1                                                                      |                                                                        |
| 11-10-1995                                                             | Lubiana                                                                | Slovenia                                                               | 3 – 2                                                                  | Ucraina                                                                | Qual. Euro 1996                                                        | -                                                                      | 65’                                                                    |
| 7-6-1997                                                               | Kiev                                                                   | Ucraina                                                                | 0 – 0                                                                  | Germania                                                               | Qual. Mondiali 1998                                                    | -                                                                      |                                                                        |
| 20-8-1997                                                              | Kiev                                                                   | Ucraina                                                                | 1 – 0                                                                  | Albania                                                                | Qual. Mondiali 1998                                                    | -                                                                      |                                                                        |
| 11-10-1997                                                             | Erevan                                                                 | Armenia                                                                | 0 – 2                                                                  | Ucraina                                                                | Qual. Mondiali 1998                                                    | -                                                                      |                                                                        |
| 29-10-1997                                                             | Zagabria                                                               | Croazia                                                                | 2 – 0                                                                  | Ucraina                                                                | Qual. Mondiali 1998                                                    | -                                                                      |                                                                        |
| 15-11-1997                                                             | Kiev                                                                   | Ucraina                                                                | 1 – 1                                                                  | Croazia                                                                | Qual. Mondiali 1998                                                    | -                                                                      | 86’                                                                    |
| 15-7-1998                                                              | Kiev                                                                   | Ucraina                                                                | 1 – 2                                                                  | Polonia                                                                | Amichevole                                                             | -                                                                      | 46’ 51’                                                                |
| 19-8-1998                                                              | Kiev                                                                   | Ucraina                                                                | 4 – 0                                                                  | Georgia                                                                | Amichevole                                                             | -                                                                      |                                                                        |
| 5-9-1998                                                               | Kiev                                                                   | Ucraina                                                                | 3 – 2                                                                  | Russia                                                                 | Qual. Euro 2000                                                        | -                                                                      |                                                                        |
| 10-10-1998                                                             | Andorra la Vella                                                       | Andorra                                                                | 0 – 2                                                                  | Ucraina                                                                | Qual. Euro 2000                                                        | -                                                                      |                                                                        |
| 14-10-1998                                                             | Kiev                                                                   | Ucraina                                                                | 2 – 0                                                                  | Armenia                                                                | Qual. Euro 2000                                                        | 1                                                                      |                                                                        |
| 20-3-1999                                                              | Tbilisi                                                                | Georgia                                                                | 0 – 1                                                                  | Ucraina                                                                | Amichevole                                                             | -                                                                      | 46’                                                                    |
| 27-3-1999                                                              | Saint-Denis                                                            | Francia                                                                | 0 – 0                                                                  | Ucraina                                                                | Qual. Euro 2000                                                        | -                                                                      | 62’ 86’                                                                |
| 31-3-1999                                                              | Kiev                                                                   | Ucraina                                                                | 1 – 1                                                                  | Islanda                                                                | Qual. Euro 2000                                                        | -                                                                      |                                                                        |
| 5-6-1999                                                               | Kiev                                                                   | Ucraina                                                                | 4 – 0                                                                  | Andorra                                                                | Qual. Euro 2000                                                        | 1                                                                      |                                                                        |
| 9-6-1999                                                               | Erevan                                                                 | Armenia                                                                | 0 – 0                                                                  | Ucraina                                                                | Qual. Euro 2000                                                        | -                                                                      |                                                                        |
| 18-8-1999                                                              | Kiev                                                                   | Ucraina                                                                | 1 – 1                                                                  | Bulgaria                                                               | Amichevole                                                             | -                                                                      | 65’                                                                    |
| 4-9-1999                                                               | Kiev                                                                   | Ucraina                                                                | 0 – 0                                                                  | Francia                                                                | Qual. Euro 2000                                                        | -                                                                      | 6’ 81’                                                                 |
| 9-10-1999                                                              | Mosca                                                                  | Russia                                                                 | 1 – 1                                                                  | Ucraina                                                                | Qual. Euro 2000                                                        | -                                                                      |                                                                        |
| 13-11-1999                                                             | Lubiana                                                                | Slovenia                                                               | 2 – 1                                                                  | Ucraina                                                                | Qual. Euro 2000                                                        | -                                                                      | 85’, 88’                                                               |
| 26-4-2000                                                              | Sofia                                                                  | Bulgaria                                                               | 0 – 1                                                                  | Ucraina                                                                | Amichevole                                                             | -                                                                      | 46’                                                                    |
| 31-5-2000                                                              | Londra                                                                 | Inghilterra                                                            | 2 – 0                                                                  | Ucraina                                                                | Amichevole                                                             | -                                                                      |                                                                        |
| 2-9-2000                                                               | Kiev                                                                   | Ucraina                                                                | 1 – 3                                                                  | Polonia                                                                | Qual. Mondiali 2002                                                    | -                                                                      |                                                                        |
| 7-10-2000                                                              | Erevan                                                                 | Armenia                                                                | 2 – 3                                                                  | Ucraina                                                                | Qual. Mondiali 2002                                                    | 1                                                                      |                                                                        |
| 11-10-2000                                                             | Oslo                                                                   | Norvegia                                                               | 0 – 1                                                                  | Ucraina                                                                | Qual. Mondiali 2002                                                    | -                                                                      |                                                                        |
| 10-11-2001                                                             | Kiev                                                                   | Ucraina                                                                | 1 – 1                                                                  | Germania                                                               | Qual. Mondiali 2002                                                    | -                                                                      |                                                                        |
| 14-11-2001                                                             | Dortmund                                                               | Germania                                                               | 4 – 1                                                                  | Ucraina                                                                | Qual. Mondiali 2002                                                    | -                                                                      | 24’                                                                    |
| 21-3-2002                                                              | Osaka                                                                  | Giappone                                                               | 1 – 0                                                                  | Ucraina                                                                | Amichevole                                                             | -                                                                      |                                                                        |
| 27-3-2002                                                              | Constanța                                                              | Romania                                                                | 4 – 1                                                                  | Ucraina                                                                | Amichevole                                                             | -                                                                      | 46’                                                                    |
| 17-4-2002                                                              | Kiev                                                                   | Ucraina                                                                | 2 – 1                                                                  | Georgia                                                                | Amichevole                                                             | -                                                                      |                                                                        |
| 17-5-2002                                                              | Mosca                                                                  | Ucraina                                                                | 2 – 0                                                                  | Jugoslavia                                                             | Amichevole                                                             | -                                                                      |                                                                        |
| 19-5-2002                                                              | Mosca                                                                  | Ucraina                                                                | 0 – 2                                                                  | Bielorussia                                                            | Amichevole                                                             | -                                                                      | 68’                                                                    |
| 7-9-2002                                                               | Erevan                                                                 | Armenia                                                                | 2 – 2                                                                  | Ucraina                                                                | Qual. Euro 2004                                                        | -                                                                      | 65’                                                                    |
| 12-10-2002                                                             | Kiev                                                                   | Ucraina                                                                | 2 – 0                                                                  | Grecia                                                                 | Qual. Euro 2004                                                        | -                                                                      |                                                                        |
| 16-10-2002                                                             | Belfast                                                                | Irlanda del Nord                                                       | 0 – 0                                                                  | Ucraina                                                                | Qual. Euro 2004                                                        | -                                                                      | 24’                                                                    |
| 20-11-2002                                                             | Trnava                                                                 | Slovacchia                                                             | 1 – 1                                                                  | Ucraina                                                                | Amichevole                                                             | -                                                                      | 46’                                                                    |
| 12-2-2003                                                              | Smirne                                                                 | Turchia                                                                | 0 – 0                                                                  | Ucraina                                                                | Amichevole                                                             | -                                                                      | 82’                                                                    |
| 29-3-2003                                                              | Kiev                                                                   | Ucraina                                                                | 2 – 2                                                                  | Spagna                                                                 | Qual. Euro 2004                                                        | -                                                                      | 10’                                                                    |
| 2-4-2003                                                               | Kiev                                                                   | Ucraina                                                                | 1 – 0                                                                  | Lettonia                                                               | Amichevole                                                             | -                                                                      | cap. 46’                                                               |
| 30-4-2003                                                              | Copenaghen                                                             | Danimarca                                                              | 1 – 0                                                                  | Ucraina                                                                | Amichevole                                                             | -                                                                      | 80’                                                                    |
| 11-6-2003                                                              | Atene                                                                  | Grecia                                                                 | 1 – 0                                                                  | Ucraina                                                                | Qual. Euro 2004                                                        | -                                                                      |                                                                        |
| 6-9-2003                                                               | Donec'k                                                                | Ucraina                                                                | 0 – 0                                                                  | Irlanda del Nord                                                       | Qual. Euro 2004                                                        | -                                                                      | 17’                                                                    |
| 4-9-2004                                                               | Copenaghen                                                             | Danimarca                                                              | 1 – 1                                                                  | Ucraina                                                                | Qual. Mondiali 2006                                                    | 1                                                                      | 67’                                                                    |
| 8-9-2004                                                               | Almaty                                                                 | Kazakistan                                                             | 1 – 2                                                                  | Ucraina                                                                | Qual. Mondiali 2006                                                    | -                                                                      | cap. 67’                                                               |
| 9-10-2004                                                              | Kiev                                                                   | Ucraina                                                                | 1 – 1                                                                  | Grecia                                                                 | Qual. Mondiali 2006                                                    | -                                                                      | 65’                                                                    |
| 13-10-2004                                                             | Jaremče                                                                | Ucraina                                                                | 2 – 0                                                                  | Georgia                                                                | Qual. Mondiali 2006                                                    | -                                                                      |                                                                        |
| 17-11-2004                                                             | Istanbul                                                               | Turchia                                                                | 0 – 3                                                                  | Ucraina                                                                | Qual. Mondiali 2006                                                    | -                                                                      |                                                                        |
| 9-2-2005                                                               | Tirana                                                                 | Albania                                                                | 0 – 2                                                                  | Ucraina                                                                | Qual. Mondiali 2006                                                    | 1                                                                      |                                                                        |
| 30-3-2005                                                              | Kiev                                                                   | Ucraina                                                                | 1 – 0                                                                  | Danimarca                                                              | Qual. Mondiali 2006                                                    | -                                                                      |                                                                        |
| 4-6-2005                                                               | Kiev                                                                   | Ucraina                                                                | 2 – 0                                                                  | Kazakistan                                                             | Qual. Mondiali 2006                                                    | -                                                                      | 46’                                                                    |
| 8-6-2005                                                               | Il Pireo                                                               | Grecia                                                                 | 0 – 1                                                                  | Ucraina                                                                | Qual. Mondiali 2006                                                    | 1                                                                      | 10’                                                                    |
| 15-8-2005                                                              | Kiev                                                                   | Ucraina                                                                | 0 – 0 dts (3 – 5 dtr)                                                  | Israele                                                                | Lobanovsky International Tournament 2005                               | -                                                                      | 54’ 59’                                                                |
| 17-8-2005                                                              | Kiev                                                                   | Ucraina                                                                | 2 – 1                                                                  | Serbia e Montenegro                                                    | Lobanovsky International Tournament 2005                               | -                                                                      | 15’                                                                    |
| 3-9-2005                                                               | Tbilisi                                                                | Georgia                                                                | 1 – 1                                                                  | Ucraina                                                                | Qual. Mondiali 2006                                                    | -                                                                      |                                                                        |
| 7-9-2005                                                               | Kiev                                                                   | Ucraina                                                                | 0 – 1                                                                  | Turchia                                                                | Qual. Mondiali 2006                                                    | -                                                                      | 84’                                                                    |
| 12-10-2005                                                             | Kiev                                                                   | Ucraina                                                                | 1 – 0                                                                  | Giappone                                                               | Amichevole                                                             | 1                                                                      |                                                                        |
| 28-2-2006                                                              | Baku                                                                   | Azerbaigian                                                            | 0 – 0                                                                  | Ucraina                                                                | Amichevole                                                             | -                                                                      | cap. 67’                                                               |
| 28-5-2006                                                              | Kiev                                                                   | Ucraina                                                                | 4 – 0                                                                  | Costa Rica                                                             | Amichevole                                                             | -                                                                      | 46’ 59’                                                                |
| 2-6-2006                                                               | Losanna                                                                | Italia                                                                 | 0 – 0                                                                  | Ucraina                                                                | Amichevole                                                             | -                                                                      | 90+3’                                                                  |
| 5-6-2006                                                               | Gossau                                                                 | Libia                                                                  | 0 – 3                                                                  | Ucraina                                                                | Amichevole                                                             | -                                                                      | 46’                                                                    |
| 8-6-2006                                                               | Lussemburgo                                                            | Lussemburgo                                                            | 0 – 3                                                                  | Ucraina                                                                | Amichevole                                                             | -                                                                      | 46’                                                                    |
| 14-6-2006                                                              | Lipsia                                                                 | Ucraina                                                                | 0 – 4                                                                  | Spagna                                                                 | Mondiali 2006 - 1º turno                                               | -                                                                      | 46’                                                                    |
| 19-6-2006                                                              | Amburgo                                                                | Arabia Saudita                                                         | 0 – 4                                                                  | Ucraina                                                                | Mondiali 2006 - 1º turno                                               | -                                                                      | 79’                                                                    |
| 23-6-2006                                                              | Berlino                                                                | Tunisia                                                                | 0 – 1                                                                  | Ucraina                                                                | Mondiali 2006 - 1º turno                                               | -                                                                      | 75’                                                                    |
| 26-6-2006                                                              | Colonia                                                                | Svizzera                                                               | 0 – 0 dts (0 – 3 dtr)                                                  | Ucraina                                                                | Mondiali 2006 - Ottavi di finale                                       | -                                                                      |                                                                        |
| 30-6-2006                                                              | Amburgo                                                                | Italia                                                                 | 3 – 0                                                                  | Ucraina                                                                | Mondiali 2006 - Quarti di finale                                       | -                                                                      |                                                                        |
| 15-8-2006                                                              | Kiev                                                                   | Ucraina                                                                | 6 – 0                                                                  | Azerbaigian                                                            | Amichevole                                                             | -                                                                      | 55’                                                                    |
| 6-9-2006                                                               | Kiev                                                                   | Ucraina                                                                | 3 – 2                                                                  | Georgia                                                                | Qual. Euro 2008                                                        | -                                                                      | 46’                                                                    |
| Totale                                                                 |                                                                        | Presenze                                                               | 71                                                                     |                                                                        | Reti                                                                   | 9                                                                      |                                                                        |

## Palmarès
- Campionato ucraino: 7

Dinamo Kiev: 1996-1997, 1997-1998, 1998-1999, 1999-2000, 2000-2001, 2002-2003, 2003-2004
- Coppa d'Ucraina: 5

Dinamo Kiev: 1997-1998, 1998-1999, 1999-2000, 2002-2003, 2004-2005
- Supercoppa d'Ucraina: 1

Dinamo Kiev: 2004